# Moulin Neuf d'Angrie
Le moulin Neuf d'Angrie est un moulin situé à Angrie, en France.

## Localisation
Le moulin est situé dans le département français de Maine-et-Loire, sur la commune d'Angrie.

## Description
Ce moulin est équipé d'ailes berton,il possède deux paires de meules avec leurs archures,une grande bluterie au rez-de-chaussée et un regulateur a boules;le toit du moulin pivote sur la tour grâce à un système de crémaillères et d'un treuil.Il possède aussi une roue extérieur pour faire fonctionner le moulin les jours sans vent.

## Historique
L'édifice est inscrit au titre des monuments historiques en 1975.